# Larry King Live
Il Larry King Live è stato un programma televisivo statunitense di genere talk-show, trasmesso sulla CNN dal 1985 al 2010 e condotto da Larry King. Era il programma di punta della rete, con oltre un milione di spettatori. Ogni notte, King intervistava uno o più personaggi; politici, uomini d'affari, artisti e altri. Veniva trasmesso principalmente dagli studi della CNN di Los Angeles, mentre a volte andava in onda da New York o da Washington, dove King ottenne fama nazionale come intervistatore radiofonico per il Mutual Broadcasting System (manchmal auch als MBS, Mutual Radio oder Mutual Radio Network bezeichnet).